# گیم ریپابلیک
گیم ریپابلیک (انگلیسی: Game Republic) شرکت بازی ویدئویی ژاپنی است، که در سال ۲۰۰۳ تأسیس شد.